# Oldsmobile Toronado
Oldsmobile Toronado - американський автомобіль підвищеної комфортності марки Oldsmobile, що випускався з 1965 по 1992 рік.

## Розробка
Починаючи з 1954 року інженери General Motors працювали над так званим силовим модулем, що включає в себе великий 7-літровий мотор, автоматичну трансмісію і диференціал, результатом чого має стати повний привід від дуже потужного двигуна.
Спочатку конструктори General Motors спробували встановити цей Комбіблок в одну з компактних моделей Oldsmobile, але втрутилися маркетологи, які вважали, що не мало сенсу витрачати стільки грошей для того, щоб використовувати передову розробку для бюджетного автомобіля. Так що довелося створювати окреме шасі; до того ж з 1963 року всі підрозділи корпорації зобов'язали впровадити по новому спорткару, з потужним мотором, двухдверним кузовом купе, оригінальним дизайном і нетривіальним салоном.
Інженери Oldsmobile зібрали унікальне в своєму роді шасі з переднім приводом (до цього в США випускалися всього два передньопривідних автомобіля, які не мали успіху: Cord і Ruxton).
Нова розробка була відправлена дизайнерам для створення кузова - а ті просто підігнали під шасі ескіз автомобіля, що став переможцем закритого, неофіційного конкурсу, проведеного серед самих дизайнерів компанії.

## Друге покоління (1970—1978)

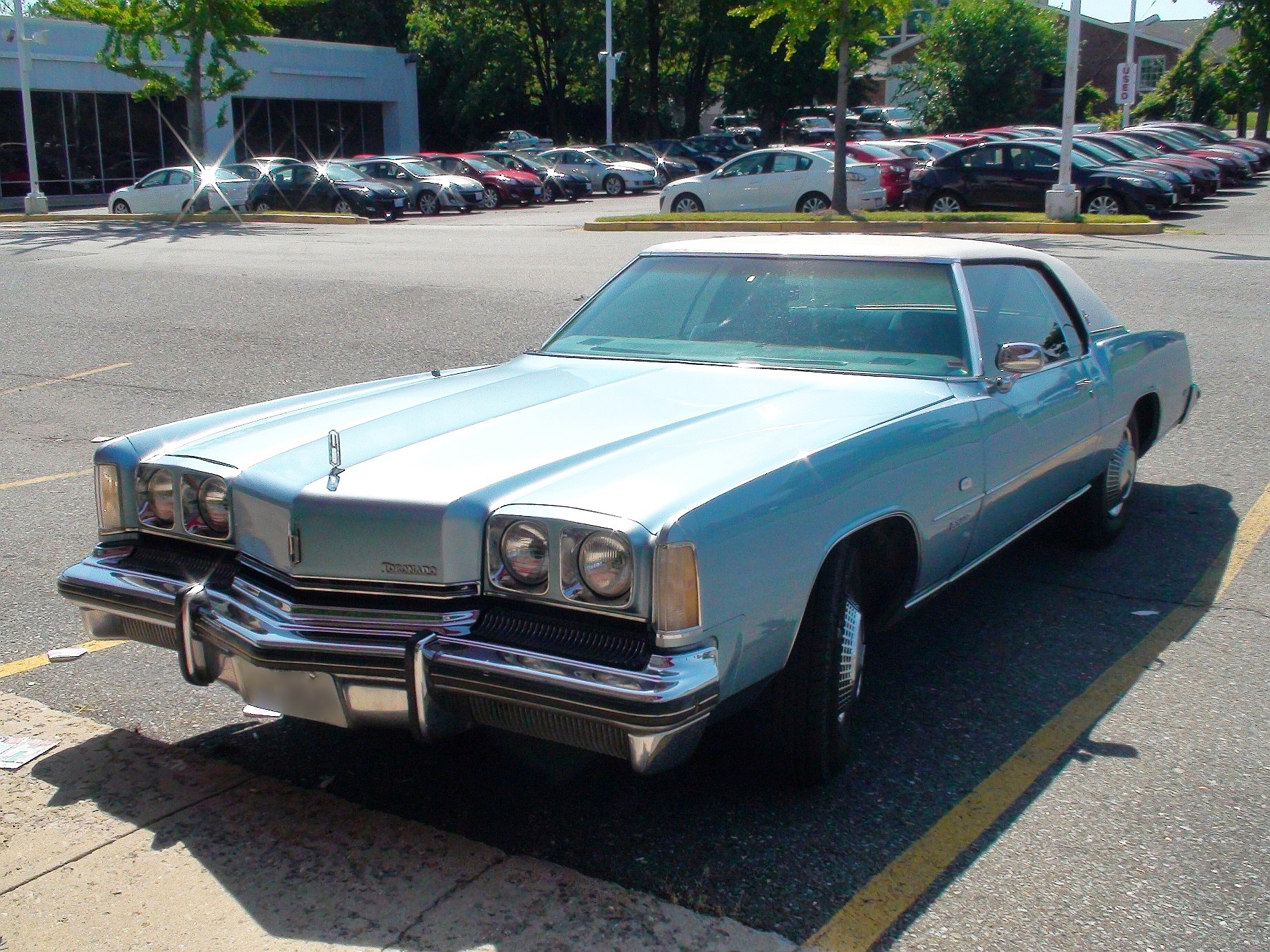
1973 Oldsmobile Toronado Custom

З істотно переробленим стилем, від першого покоління Toronado залишилося мало. Toronado перетворився з автомобіля класу "GT" на більш традиційний розкішний автомобіль. Тепер він був більше схожий на Cadillac Eldorado, ніж на Buick Riviera (який перейшов в нове покоління у 1974 році, але через провальні продажі потім знову зміним покоління в 1977 році), причому стиль мав кілька ознак від Eldorado 1967–70 років. Продажі різко виросли. Передні дискові гальма стали базовою опцією, що значно покращило гальмування, яке журналісти критикували у першому поколінні.

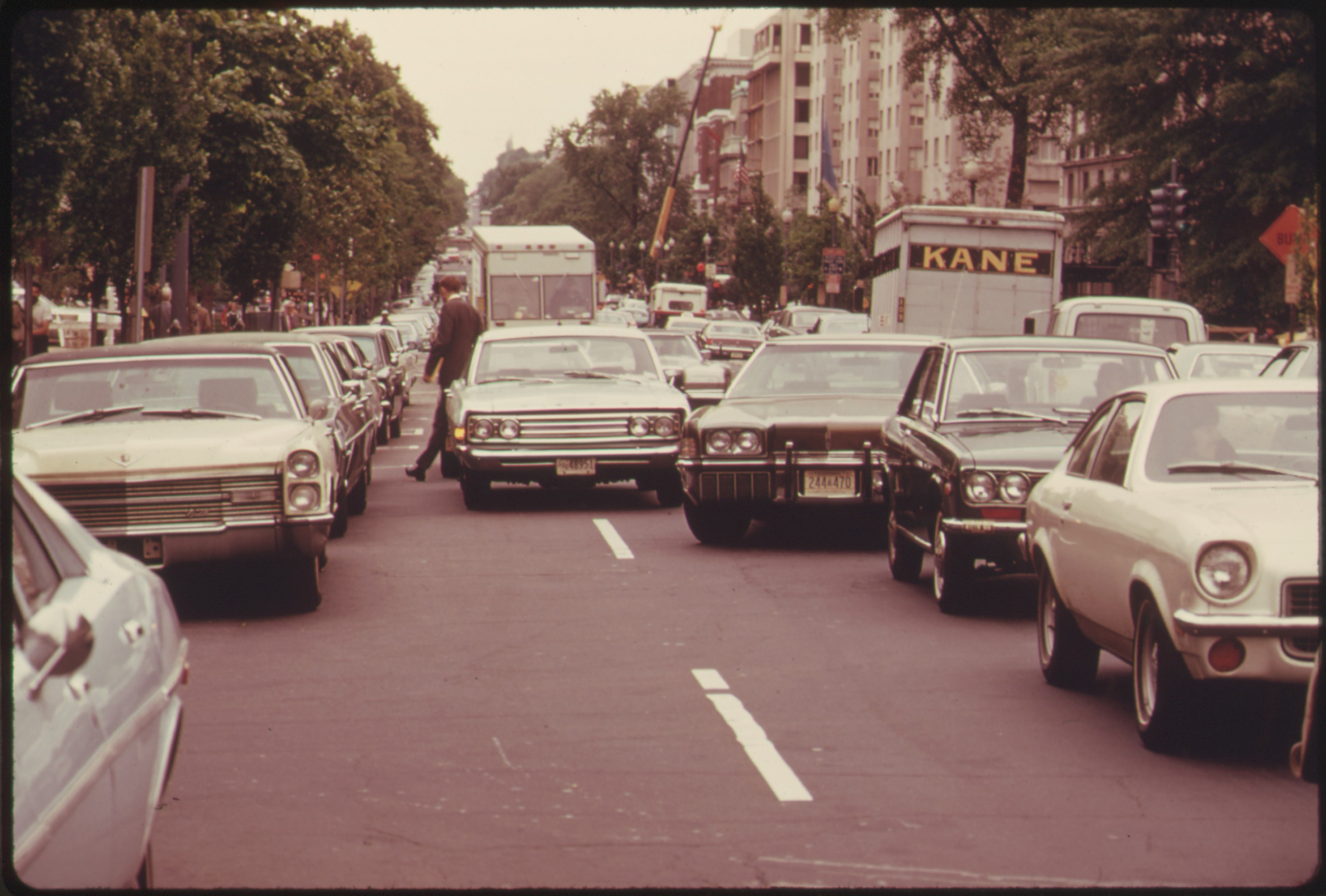
На вулицях Вашингтона — столиці США
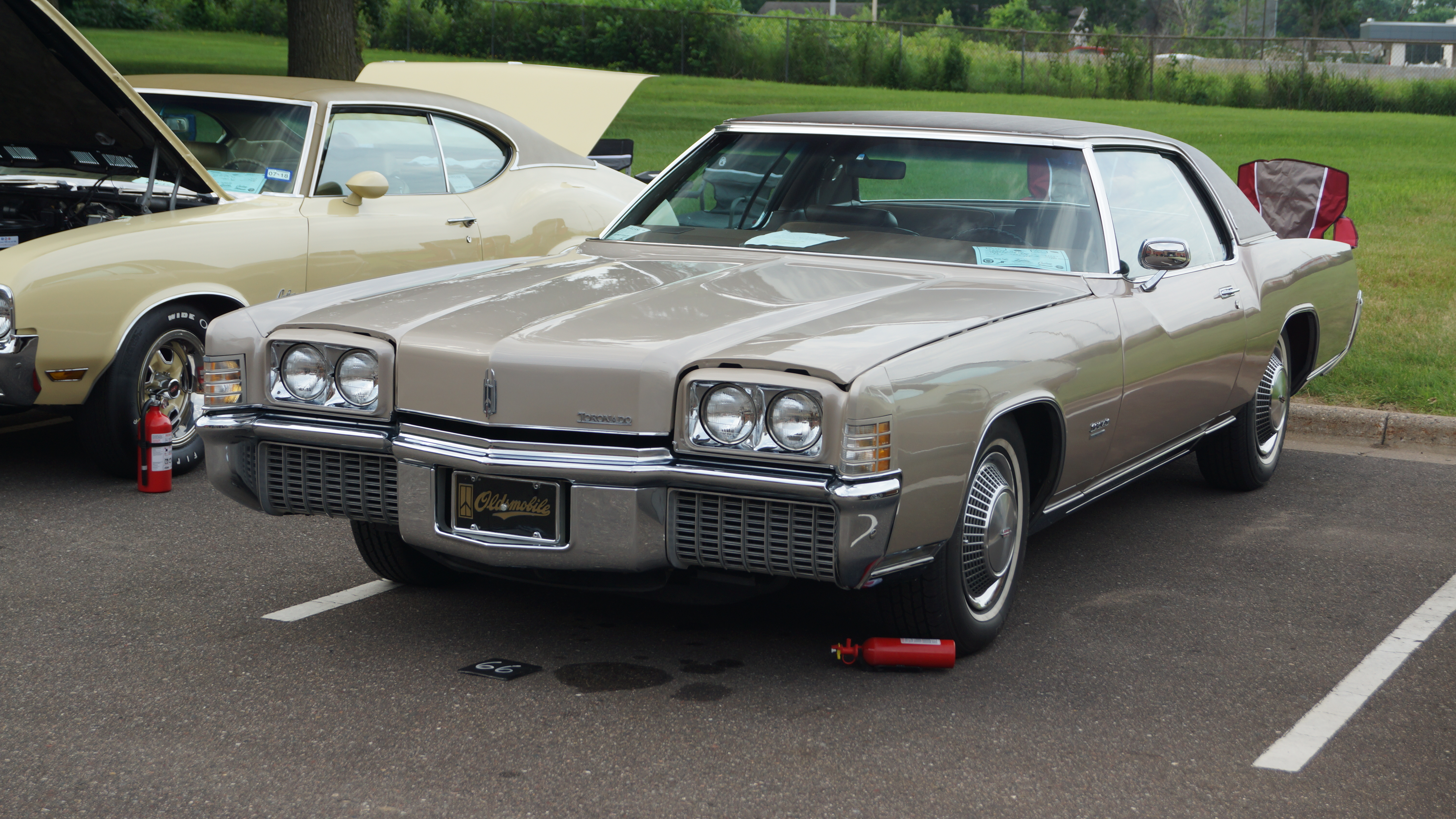
1971 Oldsmobile Toronado
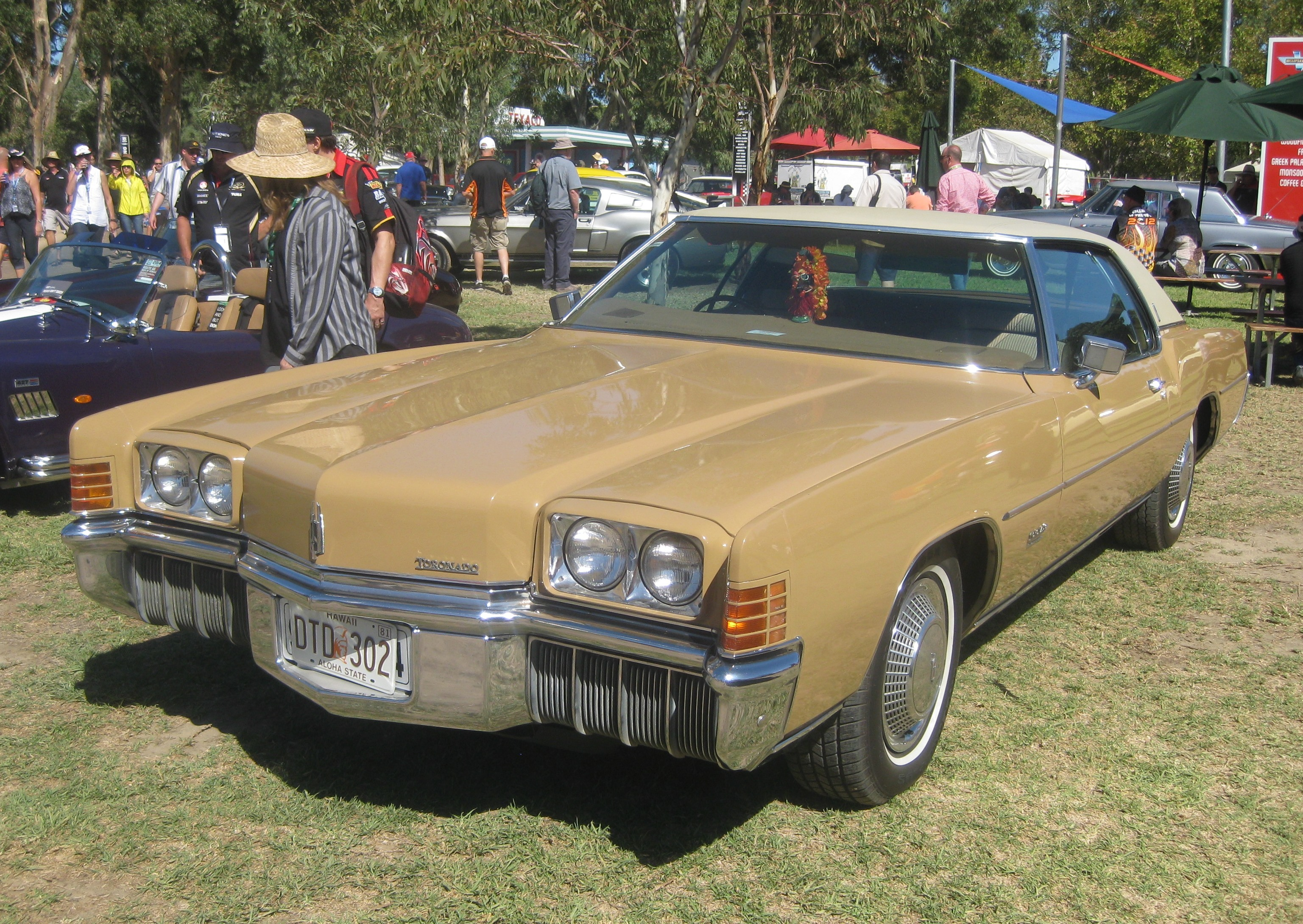
1972 Oldsmobile Toronado
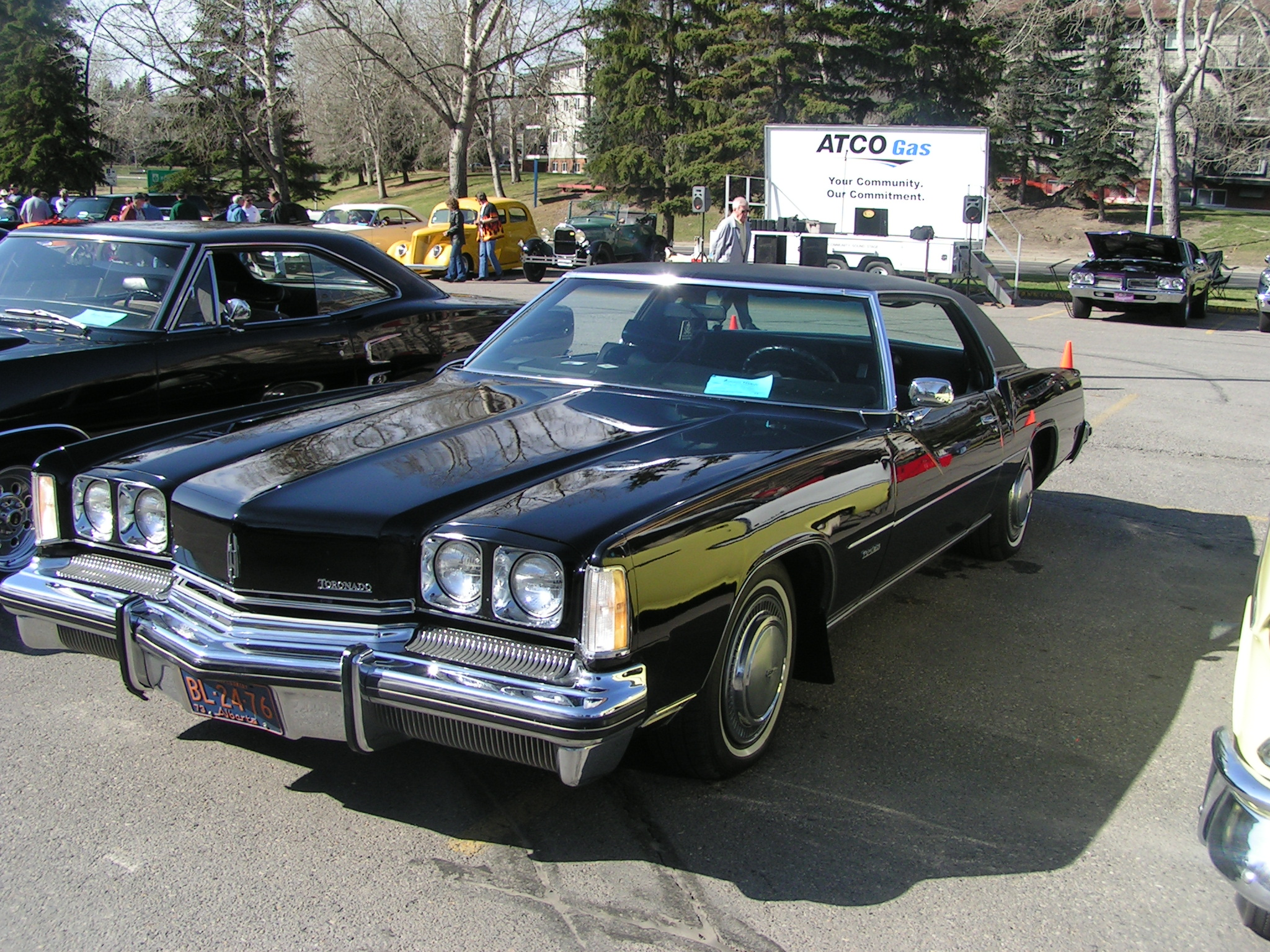
1973 Oldsmobile Toronado
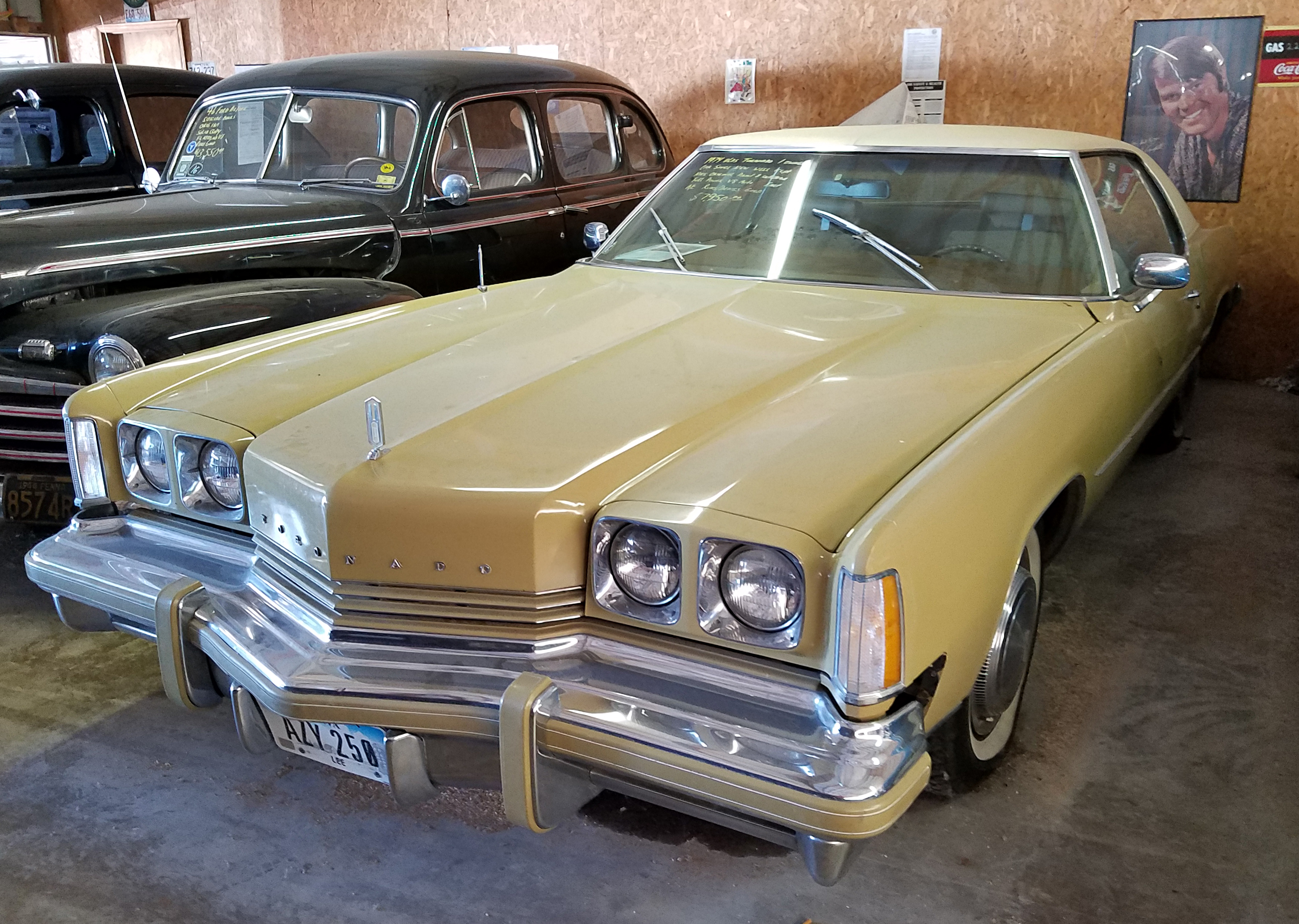
1974 Oldsmobile Toronado
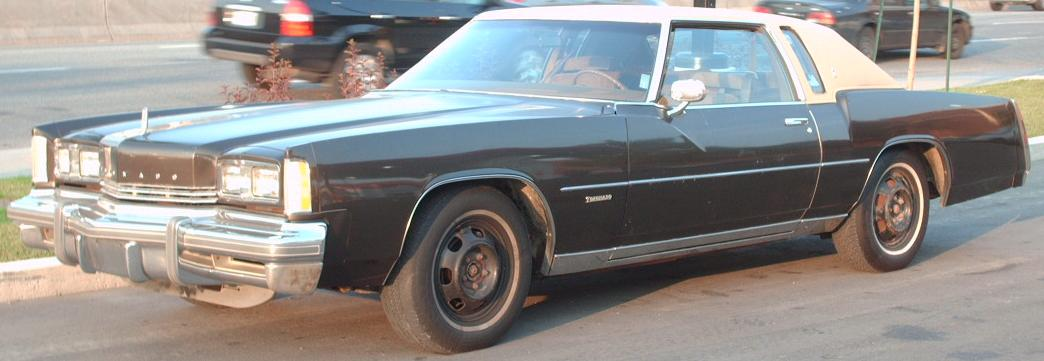
1975 Oldsmobile Toronado
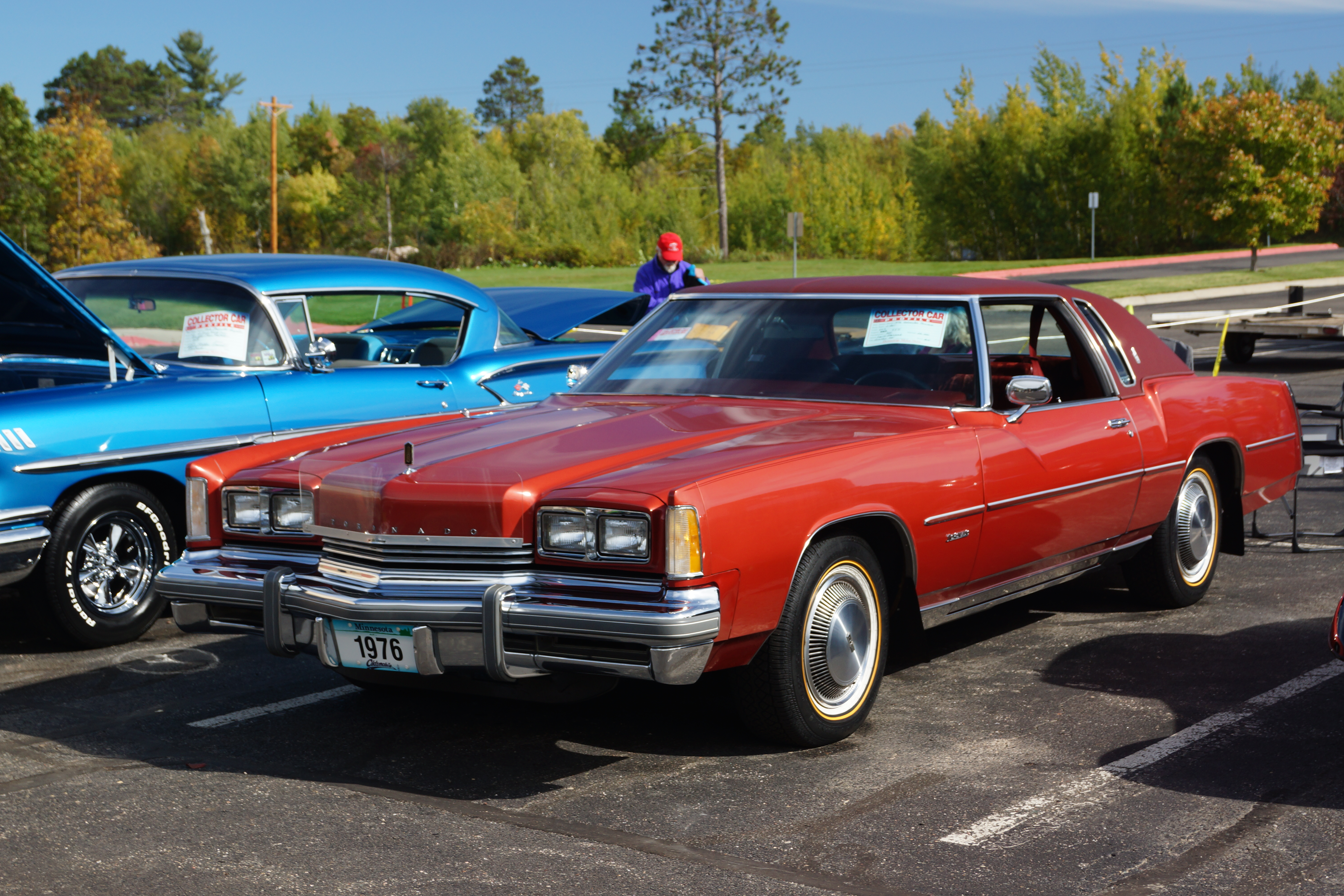
1976 Oldsmobile Toronado
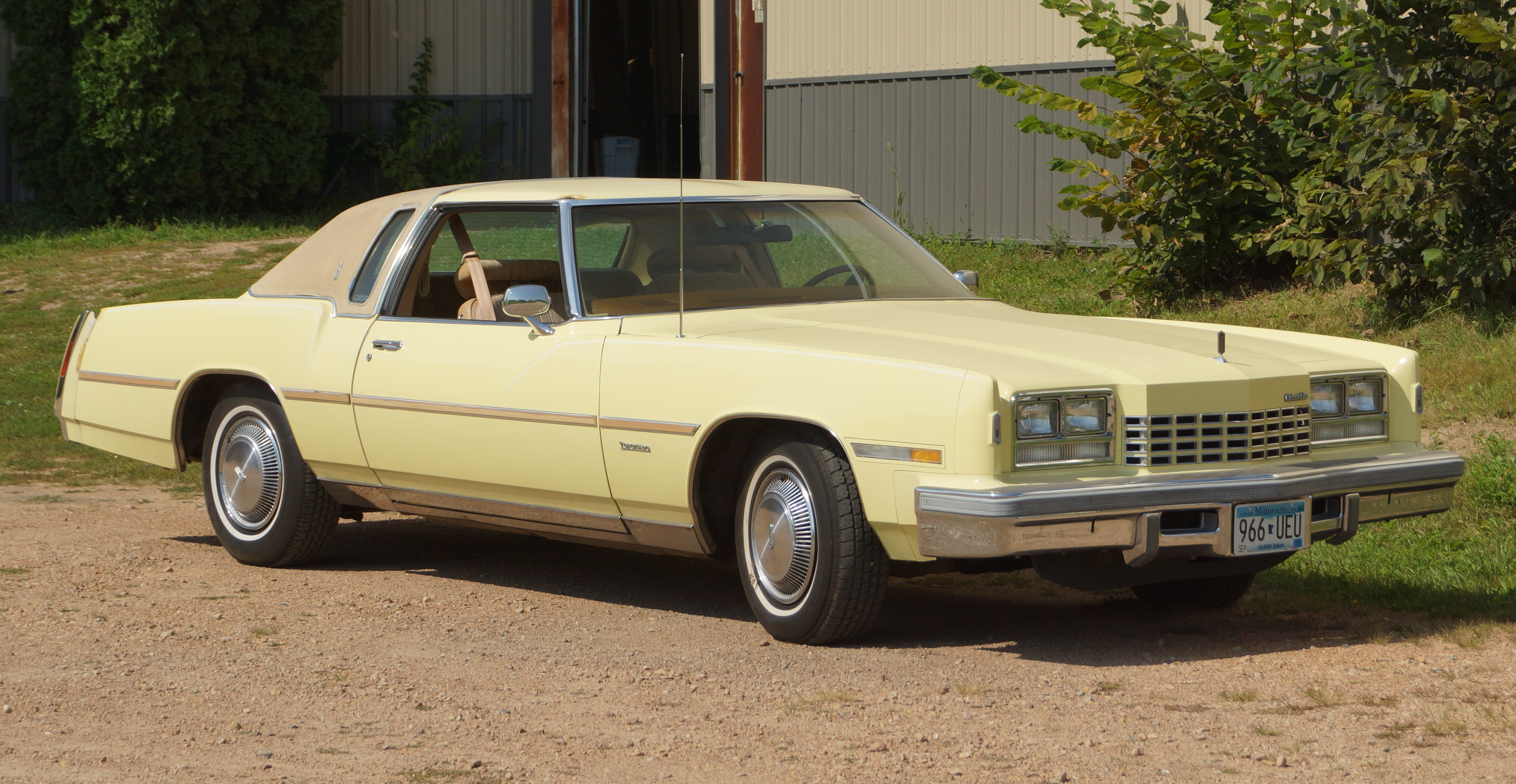
1977 Oldsmobile Toronado Brougham
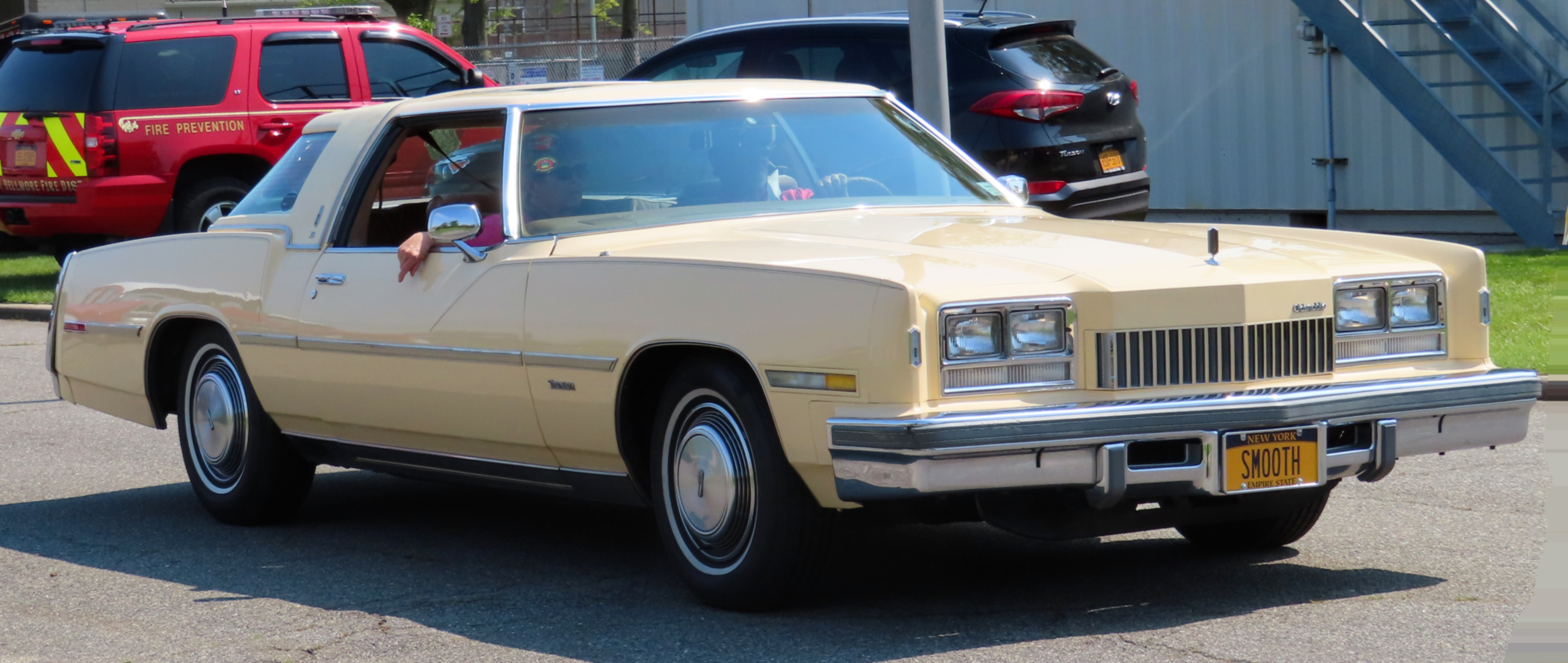

## Третє покоління (1979—1985)
Toronado третього покоління суттєво зменшився у розмірі відповідно до тренду у всіх американських виробників.